# Apple Pay
     państwa, w których świadczona jest usługa Apple Pay;
     państwa, w których usługa Apple Pay jest zawieszona

Dostępność Apple Pay na świecie.
państwa, w których świadczona jest usługa Apple Pay;
państwa, w których usługa Apple Pay jest zawieszona

Apple Pay – system płatności mobilnych i cyfrowy portfel stworzony przez firmę Apple Inc., który pozwala użytkownikom dokonywać płatności za pomocą urządzeń iPhone, Apple Watch, iPad oraz Mac.
Apple Pay został zapowiedziany 9 września 2014 roku. Tego dnia podczas prezentacji usługi szef Apple, Tim Cook, określił karty magnetyczne używane przy płatnościach jako niesprawne, staroświeckie i słabo zabezpieczone. W ciągu 3 dni od startu usługi zarejestrowano ponad milion kart kredytowych. System wystartował w Wielkiej Brytanii w połowie 2015 roku w większości banków. W Chinach można używać Apple Pay od lutego 2016 roku. W lutym 2016 roku 20% użytkowników iPhone’a 6 użyło Apple Pay przynajmniej raz. Podczas konferencji Apple Special Event 25 marca 2019 r., Tim Cook poinformował, że użytkownicy wykonali w ciągu niespełna 3 miesięcy 2019 r. aż 10 mld transakcji.

## Dostępność
| Data                 | Terytorium                   |
| -------------------- | ---------------------------- |
| 20 października 2014 | Stany Zjednoczone            |
| 14 lipca 2015        | Wielka Brytania              |
| 17 listopada 2015    | Kanada                       |
| 19 listopada 2015    | Australia                    |
| 18 lutego 2016       | Chiny                        |
| 19 kwietnia 2016     | Singapur                     |
| 7 lipca 2016         | Szwajcaria                   |
| 19 lipca 2016        | Francja                      |
| 19 lipca 2016        | Monako                       |
| 20 lipca 2016        | Hongkong                     |
| 7 października 2016  | Rosja                        |
| 13 października 2016 | Nowa Zelandia                |
| 25 października 2016 | Japonia                      |
| 1 grudnia 2016       | Hiszpania                    |
| 7 marca 2017         | Guernsey                     |
| 7 marca 2017         | Irlandia                     |
| 7 marca 2017         | Wyspa Man                    |
| 7 marca 2017         | Jersey                       |
| 29 marca 2017        | Tajwan                       |
| 17 maja 2017         | Włochy                       |
| 17 maja 2017         | San Marino                   |
| 17 maja 2017         | Watykan                      |
| 24 października 2017 | Szwecja                      |
| 24 października 2017 | Finlandia                    |
| 24 października 2017 | Dania                        |
| 24 października 2017 | Grenlandia                   |
| 24 października 2017 | Zjednoczone Emiraty Arabskie |
| 4 kwietnia 2018      | Brazylia                     |
| 17 maja 2018         | Ukraina                      |
| 19 czerwca 2018      | Polska                       |
| 20 czerwca 2018      | Norwegia                     |
| 28 listopada 2018    | Kazachstan                   |
| 28 listopada 2018    | Belgia                       |
| 11 grudnia 2018      | Niemcy                       |
| 19 lutego 2019       | Czechy                       |
| 19 lutego 2019       | Arabia Saudyjska             |
| 24 kwietnia 2019     | Austria                      |
| 8 maja 2019          | Islandia                     |
| 21 maja 2018         | Luksemburg                   |
| 21 maja 2018         | Węgry                        |
| 11 czerwca 2019      | Holandia                     |
| 26 czerwca 2019      | Bułgaria                     |
| 26 czerwca 2019      | Chorwacja                    |
| 26 czerwca 2019      | Cypr                         |
| 26 czerwca 2019      | Estonia                      |
| 26 czerwca 2019      | Grecja                       |
| 26 czerwca 2019      | Liechtenstein                |
| 26 czerwca 2019      | Litwa                        |
| 26 czerwca 2019      | Łotwa                        |
| 26 czerwca 2019      | Malta                        |
| 26 czerwca 2019      | Portugalia                   |
| 26 czerwca 2019      | Rumunia                      |
| 26 czerwca 2019      | Słowacja                     |
| 26 czerwca 2019      | Słowenia                     |
| 2 lipca 2019         | Wyspy Owcze                  |
| 6 sierpnia 2019      | Makau                        |
| 3 września 2019      | Gruzja                       |
| 19 listopada 2019    | Białoruś                     |
| 28 stycznia 2020     | Czarnogóra                   |
| 30 czerwca 2020      | Serbia                       |
| 23 lutego 2021       | Meksyk                       |
| 30 marca 2021        | Południowa Afryka            |
| 5 maja 2021          | Izrael                       |
| 17 sierpnia 2021     | Katar                        |
| 5 października 2021  | Bahrajn                      |
| 5 października 2021  | Palestyna                    |
| 2 listopada 202      | Azerbejdżan                  |
| 2 listopada 202      | Kolumbia                     |
| 2 listopada 202      | Kostaryka                    |
| 18 stycznia 2022     | Armenia                      |
| 15 marca 2022        | Argentyna                    |
| 15 marca 2022        | Peru                         |
| 5 kwietnia 2022      | Mołdawia                     |

## Apple Pay w Polsce
1 maja 2018 w trakcie podsumowania kwartału, Tim Cook zapowiedział oficjalnie wdrożenie Apple Pay w przeciągu kilku miesięcy w Polsce, Norwegii i na Ukrainie. Usługa pojawiła się w Polsce 19 czerwca 2018 roku. Usługa jest dostępna dla klientów Edenred (karty przedpłacone dla firm) oraz następujących banków:  mBank, ING Bank Śląski, Santander Bank, Alior Bank, Pekao S.A., N26, Nest Bank, Revolut, BNP Paribas, PKO Banku Polski, Bank Millennium oraz VeloBank. Płatności Apple Pay są dostępne także w ramach systemów płatności PayLane, Przelewy24, oraz PayU.

## Apple Pay w liczbach
Liczba użytkowników płatności mobilnych Apple Pay w 2018 roku wyniosła już 140 mln, rok wcześniej (w 2017) użytkowników korzystających z płatności mobilnych Apple’a było ok. 86 mln. Szacuje się, że do 2020 roku liczba ta może wzrosnąć do 227 mln.
W Polsce przeprowadzono ankietę wśród internautów celem poznania statystyk użytkowania Apple Pay w Polsce. Według statystyk, 94% ankietowanych odpowiedziało, że przynajmniej raz zapłaciło, używając Apple Pay, a 64% użytkowników używa usługi od momentu pojawienia się jej w Polsce.